# Jens Lehmann
Jens Gerhard Lehmann (Essen, 10 de novembro de 1969) é um ex-futebolista alemão que atuava como goleiro.
Ídolo de clubes como Schalke 04 e Arsenal, representou durante dez anos a Seleção Alemã e foi o titular da posição na Copa do Mundo FIFA de 2006, realizada em território alemão, torneio onde a equipe terminou na terceira colocação.

## Carreira

### Início
Jens Lehmann começou sua carreira no Schalke 04 em 1988, onde consagrou-se campeão da Copa da UEFA (atual Liga Europa da UEFA) de 1996–97. No Schalke, Lehmann viveu um momento incomum na vida de um goleiro: na temporada 1997–98, marcou um gol numa partida contra o Borussia Dortmund, time que viria a defender pouco tempo depois.
Acabou sendo contratado pelo Milan, onde não demonstrou boas partidas e acabou retornando à Alemanha em 1999 para defender o Borussia Dortmund.

### Arsenal
No dia 26 de julho de 2003, foi contratado pelo Arsenal como substituto de David Seaman, goleiro em fim de carreira e até então titular absoluto, que há 13 anos atuava pelos Gunners. No clube londrino, Lehmann alcançou o auge de sua carreira. Fez parte do elenco campeão da Premier League de forma invicta na temporada 2003–04, venceu também a Copa da Inglaterra e a Supercopa da Inglaterra. Foi apelidado de Crazy Jens pelos torcedores do clube, por sua várias defesas surpreendentes e saídas do gol pouco comuns.

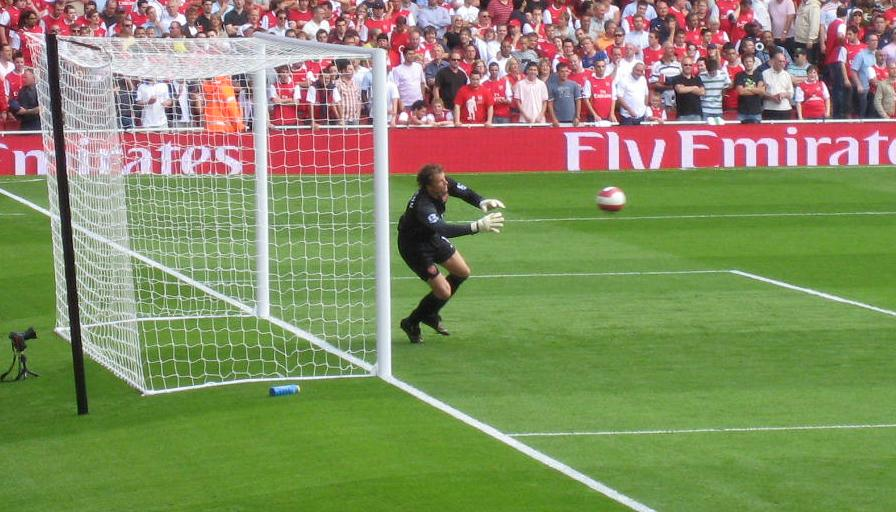
Lehmann atuando pelo Arsenal em agosto de 2006

Na temporada 2005–06, foi titular também na campanha do Arsenal rumo ao vice-campeonato da Liga dos Campeões, fazendo defesas destacáveis e sendo o principal protagonista da vitória sobre o Villarreal, na semifinal, quando defendeu um pênalti do argentino Juan Román Riquelme. Na final, os ingleses terminaram derrotados pelo Barcelona comandado por Ronaldinho Gaúcho, que vivia o melhor momento de sua carreira. Nesta partida, Lehmann acabou expulso ainda no primeiro tempo, após interceptar de forma violenta uma arrancada do camaronês Samuel Eto'o na entrada da área. O Arsenal foi derrotado de virada por 2 a 1 e permaneceu com o tabu de nunca ter vencido o torneio. Apesar da derrota, Lehmann foi eleito o melhor goleiro daquela temporada pela UEFA.
Os anos se passaram e Lehmann ia se aproximando do final de sua carreira, e no primeiro jogo da Premier League de 2007–08, cometeu uma falha após apenas 52 segundos de jogo, permitindo a David Healy abrir o placar para o Fulham, num dos gols mais rápidos da história da liga. No dia 24 de agosto de 2007, Lehmann foi à Alemanha para tratar de uma lesão no tendão de Aquiles, e o espanhol Manuel Almunia, então goleiro reserva, assumiu sua posição. Quatro meses depois, Lehmann retornou numa partida pela Liga dos Campeões, contra o Steaua Bucareste. Entretanto, Almunia havia ganho espaço, e Lehmann, ainda sem totais condições de atuar em várias partidas num curto intervalo de tempo, acabou sendo preterido e tornou-se reserva.
Após uma lesão de Almunia no início de abril de 2008, Lehmann estava de volta à meta do Arsenal para um importante jogo contra o Manchester United, no dia 13 de abril. O Arsenal perdeu o jogo por 2 a 1, dando adeus às suas chances de conquista do título da Premier League, e finalizando a sua terceira temporada consecutiva sem títulos importantes. Houve especulações de que este havia sido o último jogo de Lehmann nos Gunners, mas ele retornou em 19 de abril, num jogo contra o Reading, em que o Arsenal venceu por 2 a 0. Fez outra aparição num jogo contra o Everton no dia 4 de maio. Neste jogo, foi aplaudido de pé pelos torcedores após o apito final. Pouco tempo depois, foi oficialmente confirmado que aquela havia sido a última partida de Lehmann pelo Arsenal.

### Stuttgart
Em junho do mesmo ano, foi anunciado que Lehmann havia assinado um contrato de curto prazo com o Stuttgart. O contrato era de um ano, e o mais provável é que ele se aposentaria ao final do mesmo.
Fez sua estreia oficial pelo Stuttgart em 10 de agosto pela Copa da Alemanha, numa vitória por 5 a 0 sobre o Hansa Lüneburg, e sua estreia pelo clube na Bundesliga viria uma semana depois, na vitória por 3 a 1 sobre o Borussia Mönchengladbach.
No dia 3 de abril de 2009, contrariando as expectativas, o contrato de Lehmann foi renovado até o final da temporada 2009–10, e ele atuaria pelo Stuttgart por mais uma temporada. Sua passagem pelo Stuttgart foi marcada também por um episódio incomum, e até cômico: no dia 10 de dezembro de 2009, em jogo válido pela Liga dos Campeões, foi flagrado urinando atrás de uma placa de publicidade numa partida contra o Unirea, da Romênia. Entretanto, quando sua equipe sofreu um ataque, o goleiro interrompeu seu ato e rapidamente pulou para dentro do campo. O time alemão venceu por 3 a 1 e se classificou para as oitavas-de-final.
Pouco mais de um ano depois, em 30 de março de 2010, anunciou sua aposentadoria aos 40 anos de idade.

### Retorno da aposentadoria
Apesar de se ter se aposentado oficialmente, Lehmann retornou aos gramados em março de 2011, a pedido de Arsène Wenger, que sofria com as contusões de três dos goleiros do Arsenal: Manuel Almunia, Łukasz Fabiański e Wojciech Szczęsny. A diretoria convenceu Lehmann a assinar um contrato de seis meses, que terminaria ao final da temporada 2010–11.
Após o retorno, fez sua estreia em 10 de abril, na vitória por 3 a 1 sobre o Blackpool. Apesar de estar há cerca de um ano afastado do futebol profissional, Lehmann teve boa atuação nesta partida, fazendo algumas boas defesas. Ao final da temporada, aposentou-se em definitivo.

## Seleção Nacional
Estreou pela Seleção Alemã em 1998, num amistoso contra Omã, mas foi durante muitos anos reserva do consagrado Oliver Kahn, soberano na posição e eleito o melhor goleiro da Copa do Mundo FIFA de 2002, onde a Alemanha foi derrotada pelo Brasil.
Ao mesmo tempo que se destacava cada vez mais no Arsenal, Lehmann também passou a ser elogiado pelos alemães, que o pediam na posição de titular da seleção nacional. Oliver Kahn, de quem Lehmann era reserva havia muito tempo, vivia seus últimos anos de carreira e estava caindo numa decadência. Em meados de 2004, Lehmann teve algumas chances como titular e agradou aos torcedores alemães. Com Jens em grande fase, parecia claro que Kahn perderia sua vaga entre os titulares para a Copa do Mundo que aconteceria dois anos depois em território alemão.

### Copa do Mundo de 2006
Aconteceu o mais provável, e no dia 7 de abril de 2006 o então treinador Jürgen Klinsmann confirmou Lehmann como titular da Alemanha na Copa do Mundo FIFA de 2006. Os dois gols sofridos na estreia contra a Costa Rica puseram a capacidade de Lehmann em questão, apesar da Alemanha ter vencido o jogo por 4 a 2. Mesmo com as dúvidas, Klinsmann manteve-o como titular. A decisão obteve êxito, já que Lehmann não sofreu mais nenhum gol na fase de grupos, com a Alemanha vencendo a Polônia por 1 a 0 e o Equador por 3 a 0, e classificando-se na primeira colocação do grupo A com 100% de aproveitamento.

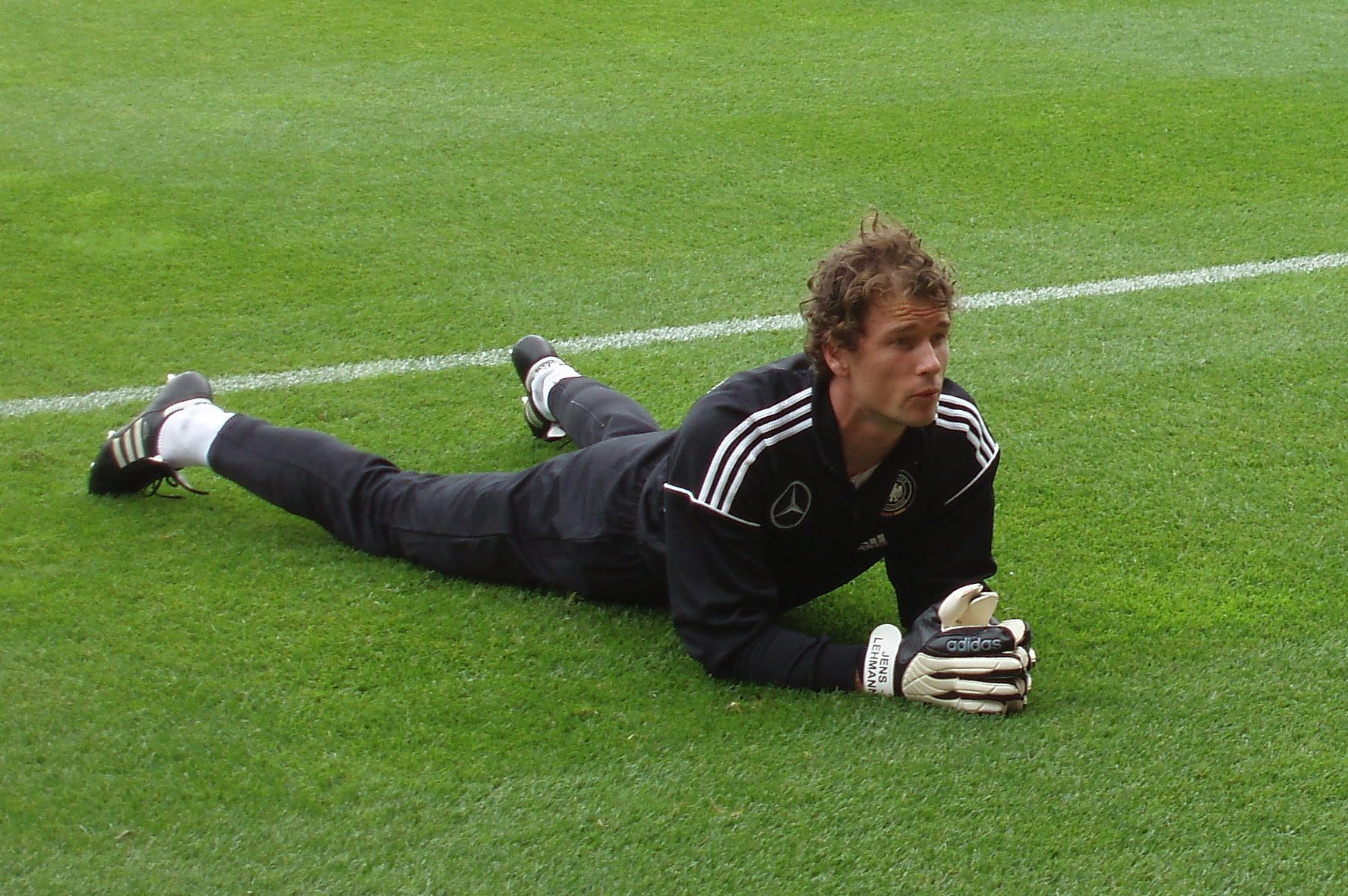
Lehmann durante um treinamento pela Seleção Alemã em 2006

Nas oitavas de final, os alemães passaram facilmente pela Suécia, 2 a 0 e mais uma partida sem sofrer gols. Mas o grande jogo de Lehmann na Copa viria no jogo das quartas de final. A partida histórica contra a Argentina, que também estava invicta no torneio, é apontada por muitos como um dos grandes jogos em Copas do Mundo, não só pela emoção da partida, mas também pelo empenho e raça demonstrado pelos jogadores em campo. O jogo terminou empatado por 1 a 1 após 90 minutos. Após uma prorrogação sem gols, cabia a Lehmann manter a Alemanha viva no Mundial numa disputa por pênaltis, e ele o fez. Após defender duas cobranças, uma de Roberto Ayala e a outra de Esteban Cambiasso, Jens havia colocado os alemães na semifinal, e agora estava mais consagrado do que nunca no posto de titular.
Após a classificação, no caminho da Seleção Alemã estava a Itália. Os italianos tiveram muitas oportunidades de marcar o gol que lhes daria a classificação, mas Lehmann fez várias boas defesas. A Alemanha iria mais uma vez para a prorrogação, e com a Itália melhor no jogo, era cada vez mais difícil evitar a eliminação. Nos dois últimos minutos da prorrogação, aos 119 e 120, os italianos marcaram dois gols, com Fabio Grosso e Alessandro Del Piero, este último num lance de tremendo "apagão" do setor defensivo alemão. Na decisão pelo terceiro lugar, Oliver Kahn, que se aposentaria da seleção após a Copa, recebeu uma homenagem e foi posto na posição de titular, fazendo sua despedida do Nationalelf. Os alemães venceram por 3 a 1 e ficaram com a terceira colocação do torneio.

### Pós-Copa
Permaneceu como titular após a Copa do Mundo, ajudando a Alemanha na classificação para a Euro 2008. Na Eurocopa, os alemães novamente apresentaram-se em grande forma, sendo finalistas do torneio. Na final, foram derrotados por 1 a 0 pela Espanha, apontada por muitos como a melhor seleção do mundo e que viria a ser campeã mundial dois anos depois.
No dia 8 de agosto de 2008, logo após a Euro, Lehmann anunciou oficialmente sua aposentadoria da Seleção Alemã.

## Títulos
Schalke 04
- 2. Bundesliga: 1990–91
- Copa da UEFA: 1996–97

Milan
- Serie A: 1998–99

Borussia Dortmund
- Bundesliga: 2001–02

Arsenal
- Premier League: 2003–04
- Supercopa da Inglaterra: 2004
- Copa da Inglaterra: 2004–05

### Prêmios individuais
- Goleiro do ano da UEFA: 1997 e 2006
- Equipe da Copa do Mundo FIFA: 2006